# Cylindromyia intermedia
Cylindromyia intermedia (лат.) — вид тахин подсемейства фазии.

## Описание
Длина тела от 6 до 9 мм. Усики короче лица. Второй членик усиков в два раза кокроче третьего. Срединная лобная полоса светло-коричневая. Длина вибрисс составляет около 0,6 длины лица. Щиток чёрный, по его краю только одна пара щетинок. Щетинки в основании щитка или очень короткие или отсутствуют. Базикоста коричневато-оранжевая. Ноги чёрные. Первый сегмент лапок передних ног у самцов на вершине расширен и на нём имеется двойной гребень коротких шипиков. Тергиты брюшка без центральных (дискальных) щетинок. Третий тергит желтовато-оранжевый без чёрной продольной полосы. У самок Cylindromyia intermedia в отличие от самок Cylindromyia auriceps нет направленных назад щипиков по заднему краю первого видимого стернита.

## Биология
Паразит клопов-щитников Brachynema germari и Dolycoris baccarum. Имаго отмечены на цветках василька шероховатого, борщевика сибирского и горца птичьего.

## Распространение
Широко распространённый в Европе вид (за исключением Скандинавии). В Азии отмечен в Израиле, Закавказье, Иране, Центральной Азии, Сибири, Монголии, Китая и на Дальнем Востоке России. В Северной Америке встречается от юга Канады до Калифорнии и Техаса.